# Монти-ди-Фралайнш
Мо́нти-ди-Фрала́йнш (порт. Monte de Fralães) — район (фрегезия) в Португалии, входит в округ Брага. Является составной частью муниципалитета  Барселуш. Находится в составе крупной городской агломерации Большое Минью. По старому административному делению входил в провинцию Минью. Входит в экономико-статистический  субрегион Каваду, который входит в Северный регион. Население составляет 270 человек на 2001 год. Занимает площадь 1,80 км².
Покровителем района считается Апостол Пётр (порт. São Pedro). 